# Claude Hainchelin
Claude Hainchelin (* 1643 in Vitry-le-François; † 23. Januar 1714 in Berlin) war ein französischer Kaufmann aus Vitry-le-François an der Marne. Die Familie trug auch die Namen Hinchelin und Enchelin. Nach der Auswanderung nach Berlin war er im Außenhandel tätig und Lieferant der brandenburgischen Armee in Berlin.

## Leben und Wirken

### Familie
Claude Hainchelin war wegen der Verfolgung der Hugenotten in Frankreich mit seiner Ehefrau Jeanne Pessey (1656–1719) nach Aufhebung des Edikts von Nantes (1685) im Jahre 1685 als einer der ersten Hugenotten nach Berlin ausgewandert.
Von seinen Vorfahren und Verwandten in Vitry-le-François wissen wir fast nichts. Ein Abraham Enchelin aus Vitry erhielt am 5. Oktober 1689 von der Stadt Hamburg eine Unterstützung (Hamburger Kollekte). Ein Abraham Hanchelin aus Vitry-le-François, Fakturist, flüchtete nach Erlangen. Eine Anne Hinchelin aus Vitry, flüchtete mit ihrem Mann nach Deutschland. Ein Jean Hainchelin aus Vitry-le-François wurde vom Parlament in Metz am 13. März 1687 zur Strafe auf die Galeeren geschickt, weil er das Königreich Frankreich verlassen wollte. Er wurde zurückgekauft von seiner Mutter und seinen Tanten, die dafür ihr ganzes Vermögen opferten.
Jeanne Pessey war die Tochter von Jean Pessey und Elisabeth Pérard.

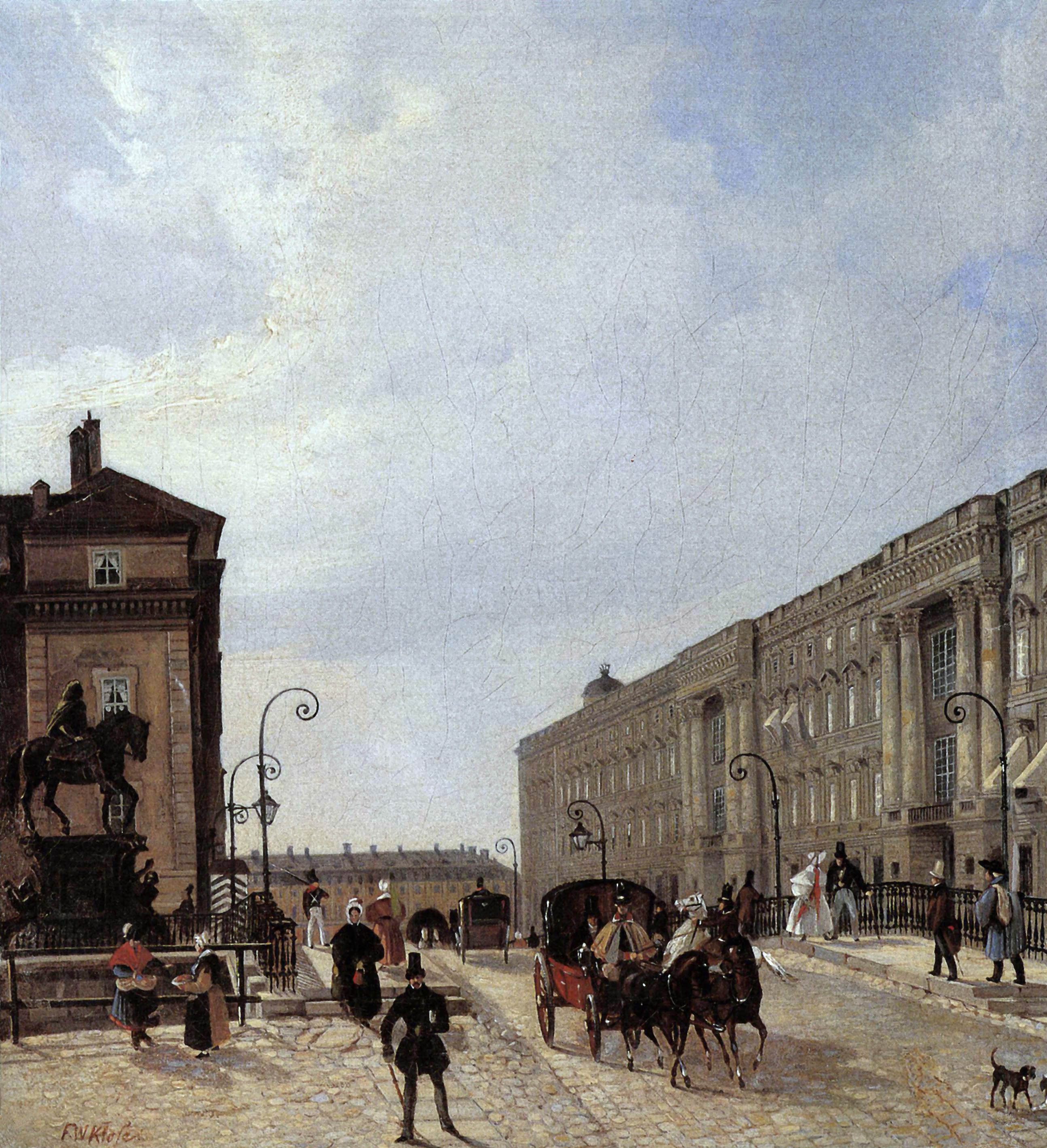
Blick über die Lange Brücke auf das Berliner Schloss

Aus der Ehe von Claude Hainchelin mit seiner Ehefrau Jeanne Pessey entstammt u. a. der Kaufmann in Berlin Jean George Hainchelin (1690–1751) und seiner Ehefrau Rachel geb. Jassoy (1689–1761). Er war der Berliner Kauffmannsschafft [Ältester] und handelte mit allen Sorten feinen und ordinairen Tüchern, und andern zur Kleidung benötigten Waren einschließlich Winter- und Sommertracht. Sein Laden (Gewölbe) war an der Ecke der Langen Brücke. Die Brücke verband den Schloßplatz mit der Rathausstraße Schlosses. In den Gewölben waren Läden.
Die Ehefrau des Claude Hainchelin, Rachel Jassoy, war eine Tochter des Juweliers und späteren Bankiers Piérre Jassoy (1658–1714) und seiner Ehefrau Catherine Jassoy geb. Sechhaye aus Metz, die ebenfalls nach Berlin ausgewandert waren. Über die aus Metz stammende Familie Jassoy sind wir gut informiert durch das Buch von August Jassoy. Auf S. 79 schildert er, dass am 12. Juli 1719 Rachel Jassoy (geboren am 4. Oktober 1688 zu Kassel), Tochter von Pierre Jassoy-Sechehaye (und seiner Ehefrau Caterine Sechehaye) sich mit Georg Hinchelin aus Berlin verheiratete. Die Heirat fand in der Französisch-Reformierten Kirche Friedrichstadt (Berlin) statt. Auf S. 117 wird geschildert, dass Pierre Jassoy, * Metz 13. Oktober 1660, Juwelier und Goldschmied, † 1714 in Berlin 1714, sich am 23. September 1685 mit Catherine Sechehaye, verheiratete. Als der Verfolgungssturm losbrach, flüchtete Pierre Jassoy im August 1687 zunächst allein unter Zurücklassung seiner Frau und seiner im Säuglingsalter stehenden Tochter Marie, um eine neue Existenz in Deutschland zu gründen. Bald konnten ihm Gattin und Kind folgen. Im Oktober 1688 wurde die zweite Tochter, Rachel in Kassel getauft. Von da ging die Familie 1691 nach Altona (Hamburg) und 1694 nach Berlin.
Sie hatten sieben Kinder
- 1. Marie, * Metz. Vermählt Berlin 1. August 1714 mit Louis Girard, Sohn von David Girard und Elisabeth Coullez.
- 2. Rachel, * Kassel 4. Oktober 1688. Vermählt Berlin 12. Juli 1719 mit Georg Hinchelin, einem der ersten Bebauer der Schloßfreiheit.
- 3. Elisabeth, * Berlin 13. März 1694. (Paten: Louis le Bachelé und Elisabeth Grandjambe.)
- 4. Marie, * Berlin 1. November 1695. (Paten: Etienne Jassoy und Catherine Gobelin.) Vermählt: Berlin 27. April 1718 mit Paul Humbert, Sohn von Charles Humbert und Sara le Coq.
- 5. Pierre, * Berlin 4. Mai 1697. (Paten: Jean Le Coq (1669–1713) Kaufmann in Berlin, verheiratet mit Jeanne Perrin († 1713)[9] und Judith Jassoy).
- 6. Charlotte, * Berlin 27. April 1700. (Paten: Dorville; Marthe Girard; le Goulon.) Vermählt: Berlin 28. Mai 1722 mit Jean Barthelemy Peloutier, Sohn von Jean Peloutier und Francoise Claparede, Bruder des Geistlichen Simon Peloutier. Eine Tochter Fanny aus dieser Ehe ist schriftstellerisch bekannt als „fille de Belzeboub“.[10]
- 7. Anne, * Berlin 22. September 1701. (Paten: Jérémie Jassoy; Anne Larcher.) Vermählt: Berlin 24. Juni 1720 mit Pierre Simon, gebürtig aus Metz.[11]

Durch die Heirat mit Rachel Jassoy wurde Claude Hainchelin also mit bedeutenden Personen, die aus Metz nach Berlin geflohen waren, bekannt. Zu den verwandten Familien gehörten weitere Familien, die Jassoy auf den Seiten 217 bis 278 benennt und deren Familienmitglieder in Berlin tätig waren.
Aus der Ehe Hainchelin und Jassoy ist ein für den preußischen Staat bedeutender Beamter hervorgegangen: Pierre Jérémie Hainchelin (1727–1787). Er war ein preußischer Finanzbeamter, erster Direktor der Französischen Holzgesellschaft sowie Direktor des französischen Waisenhauses und der „École de Charité“ in Berlin.

### Leben und Bedeutung

#### Bedeutung der französischen Einwanderer in Preussen
Erman beschreibt die Bedeutung der Handelshäuser, zu denen auch das Geschäft von Hainchelin gehörte. Die großen Handelshäuser, die die französischen Kolonisten in Berlin gründeten, hätten viel dazu beigetragen, die Manufakturen auf einen starken Fuß zu stellen und sie dort zu halten. Diese Häuser hätten sich Verbindungen mit ganz Deutschland und dem Norden geöffnet und Wollstoffe exportiert, deren Absatz erheblich gesteigert wurde. Was die Fabrikanten nicht in den entferntesten Orten ihrer Wohnungen verarbeiten konnten, hätten sie an die Händler verkauft. Die Herren Causid, Hainchelin, le Cog, Leplay, Maury, Espagne, Pérard hätten durch ihre Handelsgeschäfte mit dem Ausland die nationale Industrie gestützt und so ein großes Vermögen, erworben. Sie hätten die blühenden Firmen gegründet, die die Stärke der Berliner Kolonie ausmachten und seien durch den Geist des Gewinns, der sie immer charakterisierte, zu den Ernährern der Armen und den Unterstützern von Wohltätigkeitsstiftungen geworden.

#### Gebäude auf der Schlossfreiheit

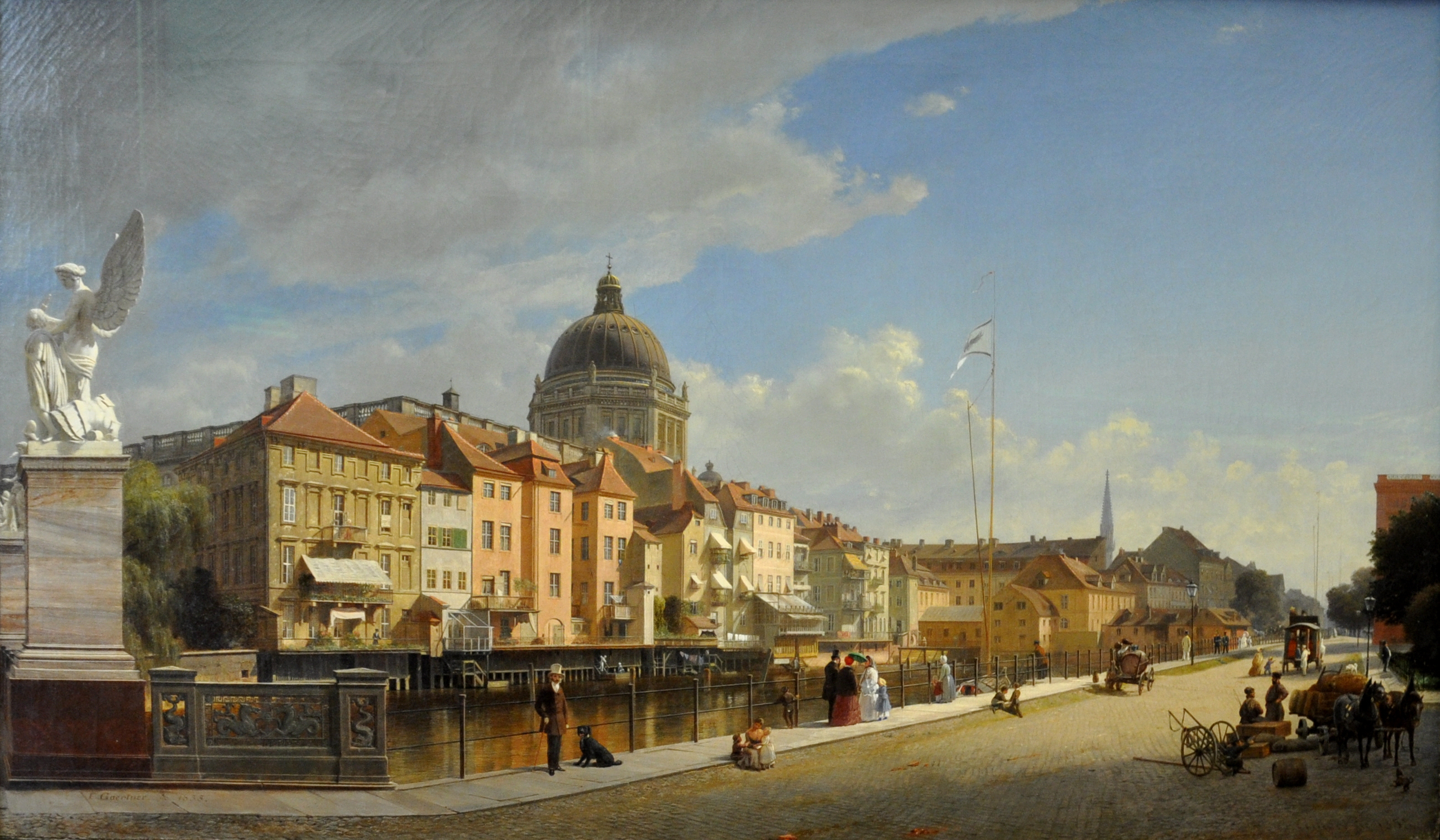
Ansicht der Rückfront der Häuser an der Schloßfreiheit, Gemälde von Eduard Gaertner, 1855

Bis in die Zeit des Großen Kurfürsten Friedrich Wilhelm stand das Schloss in Berlin auf einer im Westen noch weitgehend unbebauten, sumpfigen Insel innerhalb der Spreearme. Der Große Kurfürst suchte nun die geflüchteten Franzosen als Siedler für diese Fläche, indem er sie von allen möglichen Steuern und Abgaben befreite. Die Besitzer brauchten niemanden mehr für Wachdienste abzustellen, es gab keine kurfürstlichen Einquartierungen von Soldaten mehr und man erlangte sogar die Gewerbefreiheit.
Im Jahre 1689 wurden auf der Schloßfreiheit 16 Stellen durch Verfügungen des Großen Kurfürsten an französische Flüchtlinge vergeben. In den Verfügungen heißt es auszugsweise, dass Friedrich III gnädigst „gewilliget habe, das der ledige Platz hinter dem Ballhause mit 16 Krahmladen und Boutiques solle bebauet werden“. Die Grundstücke sollten in Gnaden geschenkt werden. Die Erwerber sollten die Grundstücke zu Eigentum für sich und ihre Erben und Nachkommen besitzen und bewohnen.
Die Colonie der französischen Flüchtlinge stand seinerzeit unter der juristischen Aufsicht des kurfürstlichen Hausvogtes. Am 22. Februar 1689 wurden die 16 colonistischen Unternehmer auf der Schlossfreiheit von dem Colonie-Gericht und insofern bürgerlich aus der Colonie selbst „eximirt“ und der kurfürstlichen Hausvoigtei untergeben, darunter Colonie-Familien wie die Le François, Hainchelin, Gontard, Humbert
Die 1. und 2. Stelle erhielt Louis Mangin. Die weiteren Stellen wurden wie folgt vergeben: 3. Corvisier, 4. Prud'homme, 5. Didelot, 6. Modera, für die 7.–11. Le François, 12. Fromery, 13. Quintin, 14. Hainchelin, 15. Séverin, 16. Gérard. Nicolas le françois, der die fünf Stellen nicht bebauen konnte, überließ die 9. und 10. an Quintin und die 11. an Hainchelin. Zwei weitere Stellen überließ er dem Buchhändler und Drucker Roger. Später erhielten Gontard die 12. und Abraham Humbert die 13. und 14. Stelle.

#### Wohngebäude in Potsdam
Hainchelin als Berliner Bürger, hatte sich, wie auch andere Armeelieferanten (Pally, Rollet und Hiot) in Potsdam, wo damals der Konig wohnte, ein Haus bauen lassen, um dort zu arbeiten und besser in der Lage zu sein, die Befehle des Königs zu empfangen und auszuführen.

#### Französische Kirche in Berlin

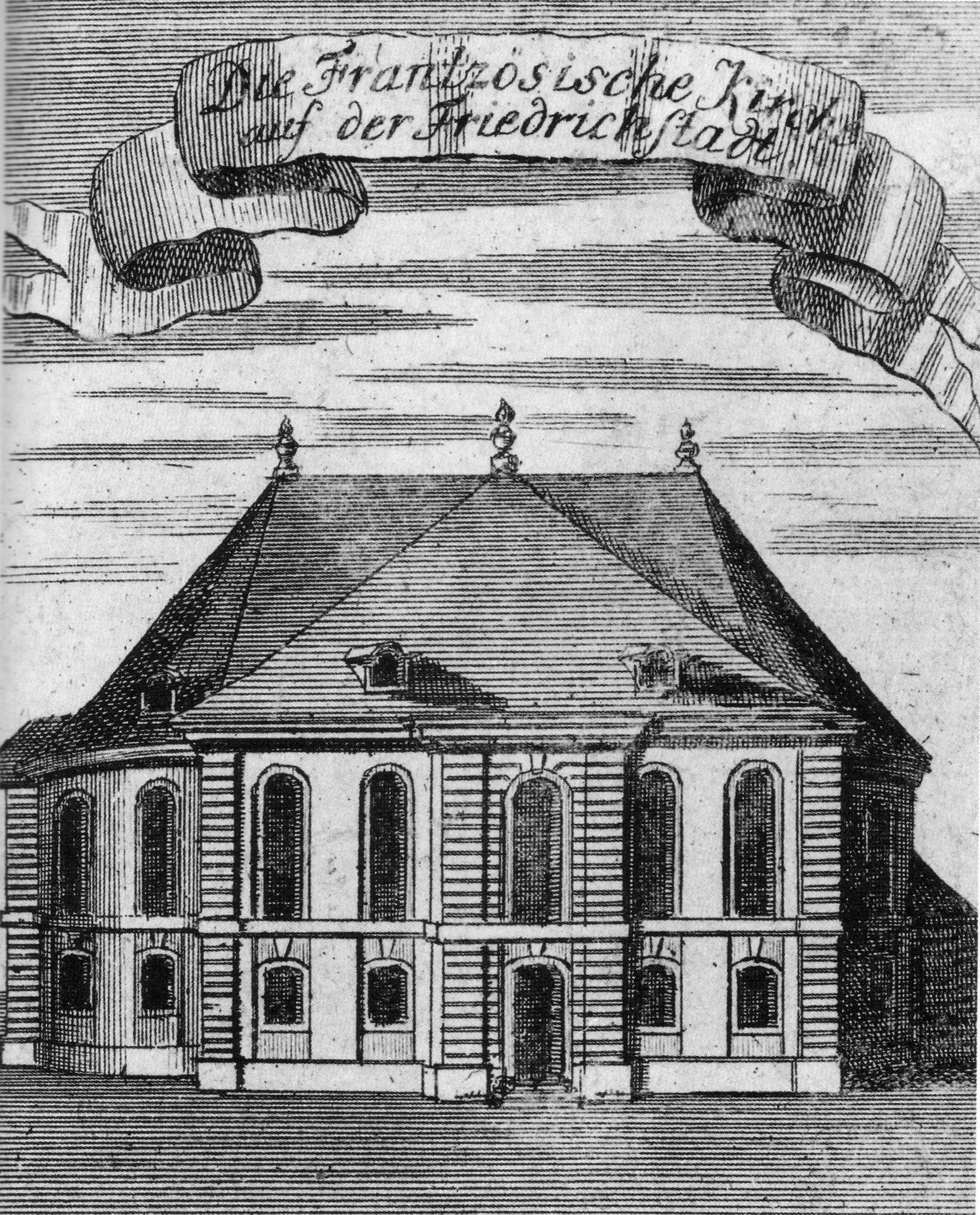
Französische Friedrichstadtkirche, 1740

1695 schloss sich Hainchelin Jean Burgeat und anderen Flüchtlingen an, um das Konsistorium von Berlin zu bitten, eine französische Kirche zu errichten. Dieser Wunsch war jedoch nicht der allgemeine Wunsch des Konsistoriums, das als lutherische Kirchenbehörde für Kirchenbauten in Berlin zuständig war. Das Konsistorium schien sich zunächst gegen die von einigen Abgeordneten der Familienoberhäupter, zu denen die Familien Jacobé, Mangin, Burgeat und Hainchelin gehörten, vorgeschlagenen Schritte zu sträuben, konnte sich jedoch den Gründen, die ihm vorgelegt wurden, nicht verweigern, sodass die Genehmigung erteilt wurde. Mit dem Bau der Französischen Friedrichstadtkirche wurde aus Spendenmitteln 1701 begonnen. Nach Umbauten und Wiederaufbau nach der Zerstörung im Zweiten Weltkrieg wird das Gebäude weiterhin als Gotteshaus für die reformierte Kirchengemeinde als Französischer Dom am Gendarmenplatz genutzt.

#### Einführung Lotto in Berlin
Claude Hainchelin hat mit Renard im Jahr 1684 das Lotto in Berlin eingeführt.
Dies scheint wohl nicht richtig zu sein. In dem Buch von Oskar Schwebel heißt es vielmehr, dass die Refugiés Hainchelin und Renart 1684 einen „Goldtopf“ einführen wollten, -eine Lotterie- eine Anstalt „pour corrigier la fortune d'une manière honorable“, an welche die guten Berliner bis dahin noch nicht gedacht hatten.
In Wirklichkeit wurde die Lotterie in Preußen erst durch König Friedrich dem Großen im Jahre 1763 eingeführt und Pierre Jérémie Hainchelin, der Enkel von Claude Hainchelin, zum Staats-Lotteriecommissar bestellt.